# Біценко Анастасія Олексіївна
Анастасія Олексіївна Біценко, до шлюбу Камериста) (29 жовтня 1875, Олександрівка, Бахмутський повіт, Катеринославська губернія, Російська імперія — 16 червня 1938, Розстрільний полігон «Комунарка», Московська область, СРСР) — революційна діячка Російської імперії; терористка. Політична та державна діячка Радянської Росії та СРСР. Член ЦК ПЛСР. Член ВЦВК I, III та IV-го скликання. Член ЦК ПРК. Член делегації Радянської Росії від ПЛСР на Брестських мирних переговорах (1917—1918).

## Життєпис
Народилася у сімʼї заможного селянина Олексія Камеристого, гласного повітового земства.
Закінчила 5-класну жіночу гімназію у Катеринославі 1889 року (за іншими відомостями — Першу Бахмутську жіночу гімназію).
Потому жила в родині сестри, одруженої з управителем маєтку поміщика. Від січня 1895 року жила на хуторі Піски у Бахмутському повіті вже на утриманні чоловіка,— Михайла Степановича Биценка, — відомого громадського діяча, що пізніше став видатним членом партії соціалістів-революціонерів. Від вересня 1897 року подружжя перебралося до с. Машково-Сурьона Козловського повіту у Тамбовській губернії. Протягом трьох років працювала вчительою у сільській школі. 1899 року займалася організацією громадських їдалень для голодуючих у Казанській губернії.
Від вересня 1900 до березня 1901 року навчалася на педагогічних курсах при Товаристві виховательок та вчительок у Москві, отримуючи стипендію земства. На курсах від 1893 року було зорганізовано читання лекцій — т. зв. «колективні уроки» — курси з предметів університетської освіти для жінок — де викладали Дмитро Петрушевський (учень київського професора Івана Лучицького), Степан Фортунатов, Йосип Герасимов, Іван Сеченов, Михайло Мензбір, Михайло Коновалов, Роберт Віппер, Олександр Кізеветтер .
Навесні 1901 року «за антиурядову пропаганду» вислана із Москви до Саратова, а також позбавлена права учительства. У цей час офіційно вступає до партії соціалістів-революціонерів і стає на шлях професійної революційної діяльності.
1902 року її чоловіка заслано до Іркутської губернії. Від 12 березня 1903 року він поселений у Смоленську під гласним наглядом поліції, де, з осені 1902 року, Анастасія Біценко займається організацією Смоленського комітету партії. 
Від 1902 до листопада 1917 року — членкиня партії соціалістів-революціонерів, потім,— до вересня 1918,— партії лівих соціалістів-революціонерів. Займалася організаційною роботою у Саратові (1902, 1905), Смоленську (1902—1903), Санкт-Петербурзі (1903—1904, 1917—1918), Женеві (1904—1905), Москві (1905), Читі (1917) та терористичною діяльністю у Санкт-Петербурзі (1904), Саратові (1905), Москві (1905, 1918). Входила до складу різних комітетів цих партій.
До листопада 1903 року як член Смоленського комітету веде пропагандистську роботу. У червні — вересні бере участь у створенні Брянського комітету ПСР, гуртків та груп серед робітників, ремісників, учнівської молоді та селян. Від грудня вже член Санкт-Петербурзького комітету.
Заарештована 29 січня 1904 року у Санкт-Петербурзі за участь у підготовці замаху на міністра внутрішніх справ В'ячеслава Плеве. До 16 березня 1905 року перебувала у Будинку попереднього ув'язнення. Направлена на заслання до Вологодської губернії, але звідти виїхала до Женеви для переговорів з питань Бойової організації з ЦК партії.
Від липня 1905 року на нелегальній роботі у Москві. Бере участь у революційних подіях як член московського комітету партії і організаторка у залізничному районі. Жила у студентському гуртожитку разом із майбутніми терористками Н. А. Терентьєвою і З. В. Коноплянниковою, з якими брала участь у виготовленні бомб.
За рішенням керівництва партії у листопаді 1905 року включена до летючого загону Бойової організації партії разом із Борисом Міщенко-Вноровським. Направлена до Саратова для терористичного акту проти колишнього військового міністра генерал-ад'ютанта Віктора Сахарова, що прибув з війском для придушення селянських виступів. 22 листопада вбила генерала кількома пострілами із револьвера. Затримана на місці злочину і 3 березня 1906 г воєнно-окружним судом у Саратові засуджена до страти.
Після заміни смертного вироку довічною каторгою відбувала покарання на Нечинській каторзі (1906—1917) разом з іншими терористками зі своєї партії.
Після Лютневої революції звільнена 3 березня 1917 року одночасно з М. Спірідоновою за особистим розпорядженням О. Ф. Керенського. Працює в Читі (у міській Раді, бере участь в організації комітету ПСР). Обрана делегаткою на III з'їзд партії соціалістів революціонерів (25 травня—4 червня, Москва) від Забайкальської області; обрана на з'їзді до президії. Після з'їзду залишається у Москві.
Включена до списку «обов'язкових кандидатів до Установчих зборів від партії соціалістів-революціонерів», але не була обрана.
У грудні 1917 — березні 1918 року член делегацій Радянської Росії на мирних переговорах у Бресті.
У березні — червні 1918 року товаришка голови Раднаркому Москви та Московської області Михайла Покровського.
У липні 1918 року — делегатка V Всеросійського з'їзду Рад. До відомого виступу лівих есерів 6 липня,— хоча й брала участь у підготовці терористичного акту супроти посла Німеччини у Радянській Росії графа Вільгельма Мірбаха і організації загонів бойовиків,— поставилася негативно.
У вересні 1918 року, разом із групою інших керівних діячів ПЛСР, що відмовилися від переходу до підпільної боротьби з політикою більшовицької партії, вийшла з ПЛСР і взяла участь в організації та проведенні першого з'їзду партії революційного комунізму. Обрана до ЦК. У листопаді вийшла з ПРК і була прийнята до РКП(б) за рекомендацією Якова Свердлова.
У грудні 1919 року була організаторкою Всеросійського з'їзду представників землеробських колективів.
Навчалася в Інституті червоної професури, згодом працювала на викладацькій, партійній і радянській роботі.
Від 1918 року працювала на відповідальних радянських посадах у Наркомземі: член колегії, завідувачка Центроколгоспом).
Член Комітету із земельного облаштування трудящих євреїв при президії Ради національностей (КомЗЄТ) ЦВК Союзу РСР
Від 1922 року Голова правління та ректорка Інституту сільськогосподарської і промислової кооперації; від 1924 — ректорка Московського вищого кооперативного інституту і, одночасно, деканка відділення сільськогосподарської кооперації інституту. Завідувала секцією колективного землеробства у Міжнародному аграрному інституті при Селянському інтернаціоналі, пов'язаному із Комінтерном.
Сферу наукових інтересів Анастасії Біценко становили питання колективізації селянських господарств, що вона їх розглядала у публікаціях: «К общественной обработке земли» (М.; Пг., 1919); «Сельскохозяйственные коммуны по материалам обследования Московского высшего кооперативного института в 1923 г.» (М., 1924); «К вопросам теории и истории коллективизации сельского хозяйства в СССР» (М., 1929); «Организация труда и женский труд в колхозах» (М., 1930); «Хрестоматия — справочник по истории коллективного земледелия в СССР за годы 1918—1924. 4-й вып. Секции по изучению с.-х. коллективов при высшем кооп. ин-те. М., 1925. 603 с.».
Наприкінці 1920-х років працювала у Сільськоспілці.
Персональна пенсіонерка союзного значення.
Після виходу на пенсію працювала пропагандисткою на швацькій фабриці ім. Лебедєвої Наркомату соцзабезпечення на Хамовницькому плацу.
Від 1924 року до арешту А. Біценко жила за адресою: Москва, Велика Садова вулиця, 10, кв. 5. 

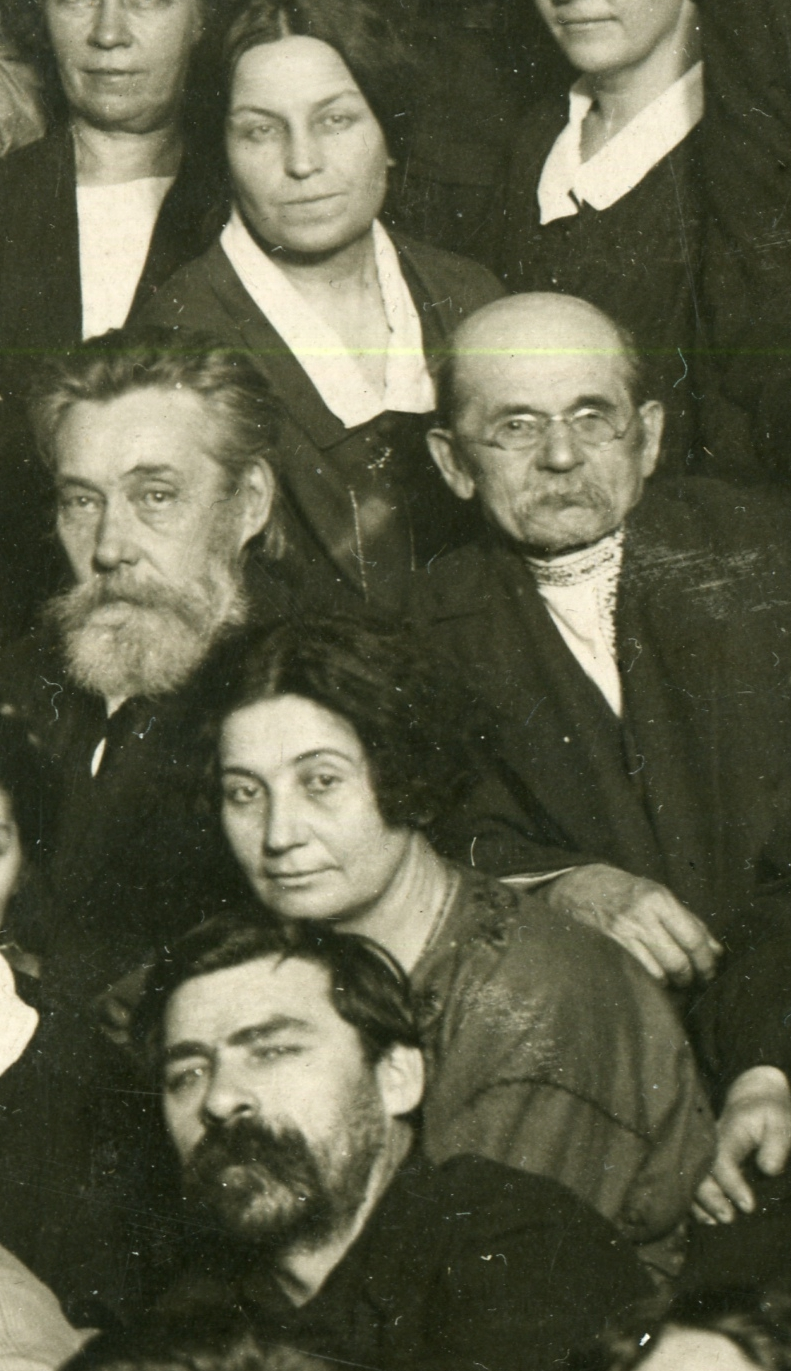
Анастасія Біценко й Омелян Ганенко на зустрічі колишніх політкаторжан, 1925

8 лютого 1938 року була заарештована за звинуваченням у приналежності до есерівської терористичної організації та 16 червня 1938 року засуджена Військовою колегією Верховного суду СРСР до вищої міри покарання — розстрілу. Розстріляна того ж дня. Похована на спецоб'єкті «Лоза» .
Реабілітована 1961 року.

## Революційна та політична діяльність

### До 1917 року
Вже 1901 року Анастасія Біценко починає виконувати окремі доручення місцевого комітету соціалістів-революціонерів (у Тамбові чи Москві). Навесні в адміністративному порядку її висилають до Саратова «за антиурядову пропаганду».
1902 року в Саратові вступає до Партії соціалістів-революціонерів і стає на шлях професійної революційної діяльності.
Від 1902 до листопада 1917 року — член партії соціалістів-революціонерів, потім,— до вересня 1918,— член партії лівих соціалістів-революціонерів. Займалася організаційною роботою у Саратові (1902, 1905), Смоленську (1902—1903), Санкт-Петербурзі (1903—1904, 1917—1918), Женеві (1904—1905), Москві (1905), Читі (1917) та терористичною діяльністю у Санкт-Петербурзі (1904), Саратові (1905), Москві (1918). Входила до складу різних комітетів цих партій.
У 1902—1903 роках — член комітету партії у Смоленську, в 1903—1904 роках — у Санкт-Петербурзі.
Наприкінці 1903 року двічі,— у Москві і Санкт-Петербурзі,— зустрічалася з М. Горьким, що погодився надати кошти для Бойової організації ПСР.
У січні 1904 року, у Санкт-Петербурзі, була заарештована терористична група на чолі з дворянкою Серафимою Клітчоглу, що готувала замах на міністра внутрішніх справ В'ячеслава Плеве. У цій справі було заарештовано 58 осіб, до числа яких входила вчителька А. Біценко. Навесні її відправили на заслання до Вологодської губернії. Із заслання Анастасії Біценко вдалося втекти за кордон, до Женеви.
Від серпня 1905 року Біценко вже в Москві на нелегальній роботі. Обрана членкинею московського комітету партії і організаторкою в залізничному районі. Керувала жовтневим страйком у районі.

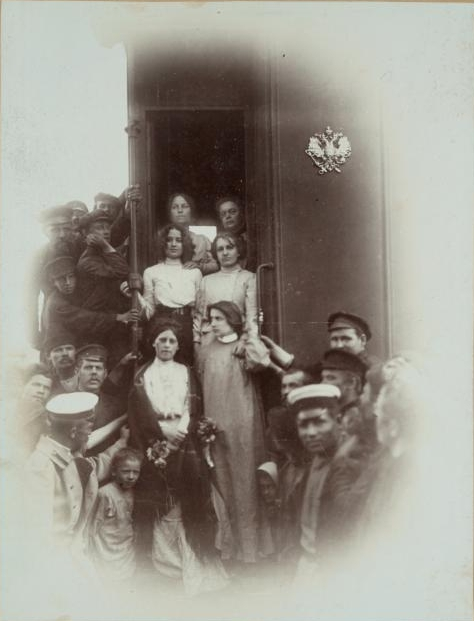
Анастасія Біценко по дорозі на заслання (угорі зліва). Разом із Ревекою Фіалкою, Лідією Єзерською, Марією Школьнік, Олександрою Ізмайлович, Марією Спиридоновою. Омськ, 30 червня 1906

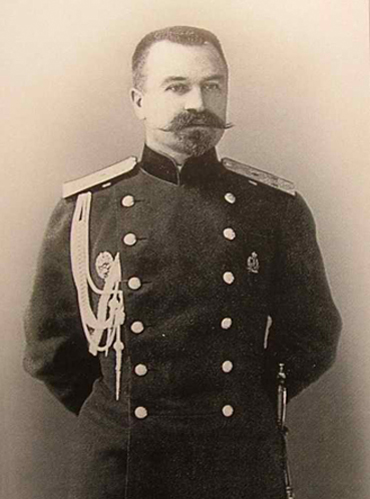
Віктор Сахаров

Після кривавого селянського виступу у Малиновській волості Сердобського повіту Саратовської губернії до Саратова був направлений колишній військовий міністр генерал-ад'ютант Віктор Сахаров, що прибув до Саратова 3-го листопада. За рішенням керівництва партії у листопаді 1905 року Біценко включена до летючого загону Бойової організації партії разом із Б. Міщенко-Вноровським. Із Москви вони через Пензу прибули до Саратова, де встановили контакт з місцевим комітетом партії. 22 листопада Біценко прийшла до губернаторського будинку Петра Столипіна і, під час передачі «прохання», що містило текст смертного вироку, кількома пострілами з револьвера застрелила генерал-адьютанта В. В. Сахарова. Була затримана на місці злочину чиновником з особливих доручень при саратовському губернаторі князем М. Оболенським, що знаходився там само. Назвати себе вона відмовлялася і її особа була встановлена лише на початку квітня 1906 року.
За цей замах Анастасія Біценко 3 березня 1906 року була засуджена до страти, але вирок було змінено на довічну каторгу.

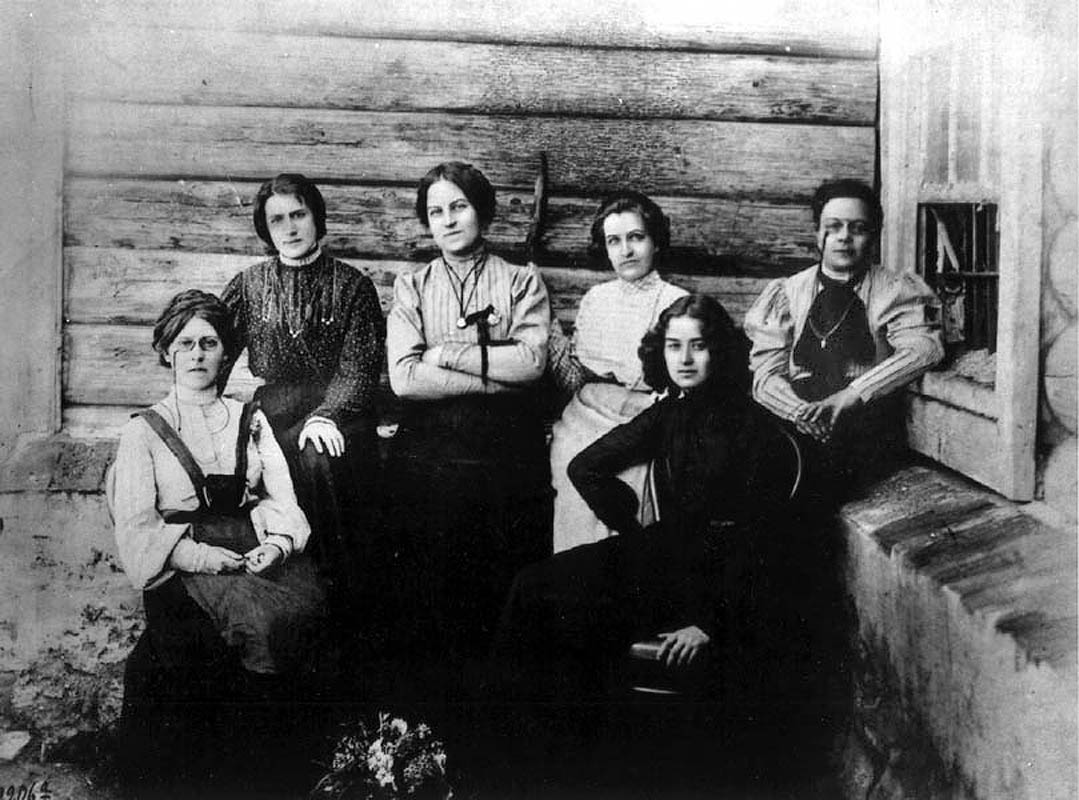
М. Спірідонова, М. Школьнік, А. Біценко, О. Ізмайлович, Р. Фіалка, Л. Єзерська

### На каторзі
Покарання відбувала на Нерчинській каторзі, в Акатуєвській та Мальцевській в'язницях, разом із Петром Карповичем, Єгором Сазоновим, Лідією Єзерською, Олександрою Ізмайлович, Марією Спиридоновою, Ревеккою Фіалкою, Марією Школьнік та іншими політичними каторжанами.

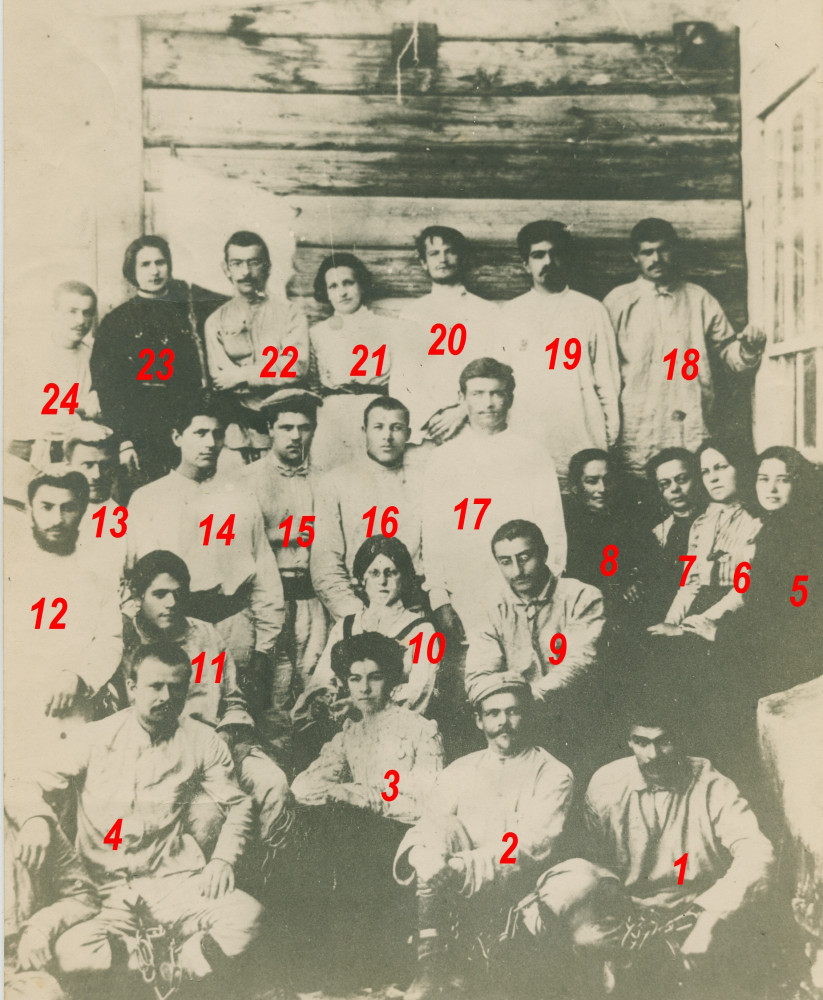
Зустріч каторжан у Стрітенську підчас етапу да Акатуя. 1 – Омелян Ганенко; 2 – Лев Алєшкер; 3- Зінаїда Бронштейн; 4 – Василь Латін; 5 – Ревека Фіалка; 6 – Анастасія Біценко; 7 – Лідія Єзерська; 8 – Лія Бронштейн; 9 – Прош Прошьян; 10 – Марія Спіридонова; 11 – ?; 12 – Фрідріх Файфер; 13 – ?; 14 – Натан Грінфельд; 15 – ?; 16 – Іван Ошко; 17 – Сергій Панов; 18 – Ізраїль Кунін; 19 – ?; 20 – ?; 21 – Олександра Ізмайлович; 22 – Мойсей Магазінер; 23 – Марія Школьнік; 24 – ?. Архів Омеляна Ганенка.

### 1917—1938
Внаслідок Лютневої революції у Російській імперії у березні 1917 року звільнена з каторги.
Займається політичною діяльністю у Читі (голова комісії з освіти у міській Раді, бере участь в організації комітету ПСР), де приєдналась до лівого, інтернаціоналістського крила соціалістів-революціонерів.
Обрана делегаткою на III з'їзд партії соціалістів-революціонерів (25 травня — 4 червня, Москва) від Забайкальської області; на з'їзді обрана до президії, але відмовилася обиратися до ЦК.
Залишилася в Москві, була членкинею обласного комітету партії. Очолила обласне бюро есерів інтернаціоналістів. 27 жовтня обрана до президії Московської міської Ради.
На Другому всеросійському з'їзді рад селянських депутатів обрана до Виконкому рад селянських депутатів, а також до складу об'єднаного ВЦВК.
У дні Жовтневих подій у Москві, у складі Військово-революційного комітету залізничного району, брала участь у масових заходах, що відбувалися на вулицях міста. Після Жовтневого перевороту працювала у президії Московської Ради.
Під час Жовтневих подій у Москві увійшла до складу районного Воєнно-революційного комитету; брала участь у подіях на вулицях міста.
У листопаді 1917 року, на Засновницькому з'їзді Партії лівих соціалістів-революціонерів, Анастасія Біценко була обрана членкинею ЦК. Член редакційного комітету журналу «Наш Путь»(рос.) (друкований орган лівих есерів).
За рішенням VII Ради партії СР включена до списку «обов'язкових кандидатів до Установчих зборів від партії соціалістів-революціонерів».
Як представниця ПЛСР бере участь у роботі делегацій Радянської Росії на мирних переговорах у Бресті (грудень 1917 — березень 1918).
Від березня до червня 1918 року — товаришка голови Раднаркому Москви та Московської області М. М. Покровського. У квітні, на ІІ-му зʼїзді ПЛСР виступала за співпрацю з більшовиками.
У липні 1918 — делегатка V Всеросійського з'їзду Рад. Як член ЦК брала активну участь у підготовці заколоту, організованого ПЛСР під час з'їзду Рад на початку липня 1918 року. Виїжджала до Твері для рекрутування «надійних бойовиків» для збройного виступу у Москві. На Анастасію Біценко та Я. Фішмана рішенням ЦК ПЛСР від 4 липня 1918 року про виконавців теракту проти посла Німеччини графа Вільгельма Мірбаха було покладено виготовлення бомб. Разом із Прошем Прошьяном провадила інструктаж Якова Блюмкіна та Миколи Андреєва перед замахом. Під час липневих подій у Москві була на короткий час заарештована. Після 6 липня разом із А. Колєгаєвим і М. Самохваловим брала активну участь у роботі тимчасового Центрального Бюро, що, після арешту більшовиками більшості членів ЦК, замінив ЦК ПЛСР.
Після липневих подій увійшла до групи супротивників боротьби з більшовиками, що обʼєдналася навколо газети «Воля Труда».
Наприкінці серпня Андрій Колегаєв, А. Біценко та група їхніх прибічників, незгодних з курсом на підпільну діяльність проти більшовиків, вийшли з ПЛСР; про солідарність з ними заявив Мордехай Натансон, що перебував за кордоном. 14 вересня 1918 року у газеті «Воля Труда», № 1, була оприлюднена заява групи видатних членів партії лівих соціалістів-революціонерів,— А. Колєгаєва, А. Біценко, О. Устинова, М. Доброхотова, В. Безеля,— про вихід із партії .
У вересні,— на І-му (засновницькому) зʼїзді прибічників платформи «Воля Труда», що відкололися від ПЛСР,— обрана членом ЦК Партії революційного комунізму. Але вже в листопаді 1918-го була прийнята до РКП(б) за рекомендацією Якова Свердлова.
Була однією з ініціаторів створення Товариства колишніх каторжан і засланців (рос. Общество бывших каторжан и ссыльно-поселенцев), що пізніше мало назву Всесоюзного товариства політкаторжан і засланців, членкинею президії Центральної Ради товариства, головою Агітпропкомісії, членом редколегії журналу  «Каторга и ссылка». Очолювала підкомісію товариства при «Помгол»і (1922).
Під час судового процесу над правими есерами (8 липня — 7 серпня 1922 року) захищала «групу есерів, що відійшли від партії і засудили методи її боротьби».
У подальшому - відійшла від активної політичної діяльності.

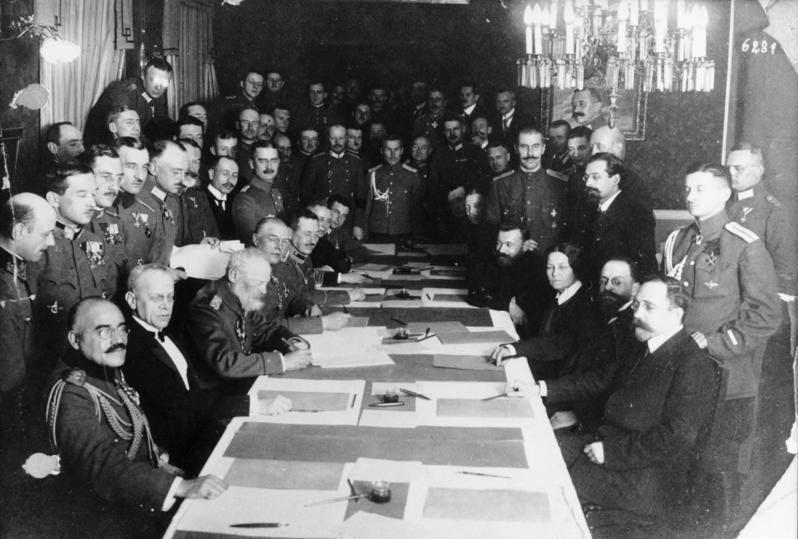
Принц Леопольд Баварський підписує Угоду про перемир'я між Німеччиною з союзниками та Росією 15 грудня 1917 р. Анастасія Біценко навпроти нього.

### Участь у перемовинах у Бресті-Литовському

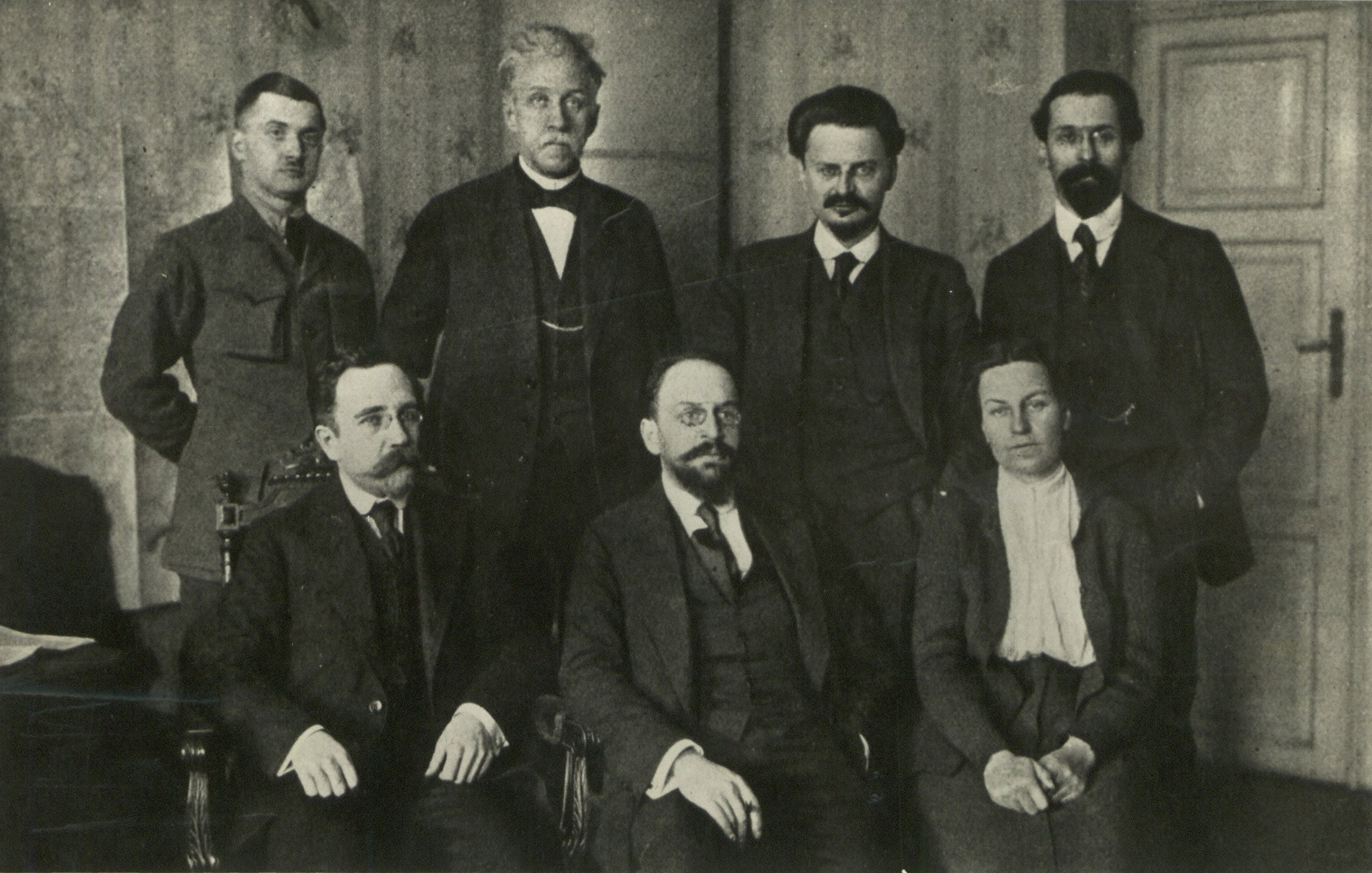
Російська делегація у Бресті-Литовському

Член першої та другої делегацій Радянської Росії від партії лівих соціалістів-революціонерів.
Одна із підписантів, разом з А. Іоффе і Л. Каменєвим, Договору про перемир'я від 2 (15) грудня 1917 року.
10 лютого 1918 року, разом із членами російської делегації Левом Троцьким, Володимиром Кареліним, Адольфом Іоффе, Михайлом Покровським, Юхимом Медведєвим підписала, від імені Раднаркому РСФРР, Заяву РРФСР про припинення війни.